# Eiji Morioka
Eiji Morioka (森岡 栄治, Morioka Eiji) est un boxeur japonais né le 8 juin 1946 à Ōsaka et mort le 9 novembre 2004 à Kawanishi.

## Carrière
Il s'illustre lors des Jeux olympiques de Mexico en 1968 en remportant la médaille de bronze, éliminé en demi-finales par le Soviétique Valerian Sokolov.